# Studenci (Perušić)
Studenci falu Horvátországban Lika-Zengg megyében. Közigazgatásilag Perušićhoz tartozik.

## Fekvése
Otocsántól légvonalban 20 km-re közúton 28 km-re délkeletre, községközpontjától légvonalban 7 km-re közúton 9 km-re északnyugatra fekszik. A falunak vasútállomása van a Zágráb – Split vasútvonalon, közelében keletre halad el az 50-es számú főút és az A1-es autópálya is.

## Története
Miután 150 évi török uralom után 1689-ben a terület felszabadult a török uralom alól a szabaddá vált területre pravoszláv vlachok települtek, akik határőrszolgálatot láttak el. Az otocsáni ezred perušići századához, egyházilag a studenci parókiához tartoztak. A falunak 1857-ben 431, 1910-ben 436 lakosa volt. A trianoni békeszerződés előtt Lika-Korbava vármegye Perušići járásához tartozott. Ezt követően előbb a Szerb-Horvát-Szlovén Királyság, majd Jugoszlávia része lett. 1991-ben lakosságának több mint kétharmada szerb nemzetiségű volt. 1991-ben a független Horvátország része lett. 2011-ben 45 lakosa volt.

## Lakosság
| Lakosság változása | Lakosság változása | Lakosság változása | Lakosság változása | Lakosság változása | Lakosság változása | Lakosság változása | Lakosság változása | Lakosság változása | Lakosság változása | Lakosság változása | Lakosság változása | Lakosság változása | Lakosság változása | Lakosság változása | Lakosság változása |
| ------------------ | ------------------ | ------------------ | ------------------ | ------------------ | ------------------ | ------------------ | ------------------ | ------------------ | ------------------ | ------------------ | ------------------ | ------------------ | ------------------ | ------------------ | ------------------ |
| 1857               | 1869               | 1880               | 1890               | 1900               | 1910               | 1921               | 1931               | 1948               | 1953               | 1961               | 1971               | 1981               | 1991               | 2001               | 2011               |
| 431                | 443                | 439                | 432                | 500                | 436                | 454                | 444                | 242                | 252                | 252                | 233                | 172                | 144                | 77                 | 45                 |

## Nevezetességei
Szent Lukács evangélista tiszteletére szentelt szerb pravoszláv temploma. A templom a településen kívül a temetőben található. Egyhajós épület, sokszögű apszissal és a homlokzat előtt álló harangtoronnyal, amelyet cinterem vesz körül. A hajót a szentélytől egy kőből falazott, két soros, félkör alakú nyílással tagolt válaszfal határolja el. A kórus a dongaboltozat felett helyezkedik el amelyet, amint az a kórus alatti szimmetrikus ablaknyílások maradványaiból is kiderül később építettek a templom hajójába. A hajót és a narthexet masszív, kettős pilasztereken nyugvó övek osztják fel három dongaboltozatos mezőre, míg a szentélyt félkupolával boltozták. A hajó és a szentély megvilágítását két pár, szimmetrikusan elhelyezett ablaknyílással oldották meg. Az apszis közepén egy ablaknyílás található. A templom a korabeli források szerint 1774-ben épült. A katonai határőrvidék építészetének sajátosságaival rendelkezik. Parókiájához Studenci, Klepovac, Sveti Marko, Kvarte, Konjsko Brdo, Krš és Mlakva települések ortodox hívei tartoznak.